# Польская библиотека (Париж)
Польская библиотека (пол. Biblioteka Polska w Paryżu, фр. Bibliothèque polonaise à Paris) — библиотека, находящаяся в Париже по адресу 6, Quai d’Orléans.

## История
Польская библиотека была основана в 1838 году польскими общественными эмигрантскими деятелями Адамом Ежи Чарторыйским, Юлианом Немцевичем и Каролем Сенкевичем. Целью организованной библиотеки были сбор и сохранение польских книг, архивов и национальных реликвий, сохранившихся после польских восстаний в Российской империи и доставленных в европейские страны польскими эмигрантами во время Великой польской эмиграции. Собрание библиотеки предоставлялось в пользование польским эмигрантам и всем желающим.
Инициатором создания библиотеки был Кароль Сенкевич, который предложил объединить книжные собрания Польского литературного общества и Общества поддержки науки. Важную роль в создании библиотеки сыграло французское общество «Société de Civilisation», которое после опубликования статьи Адама Мицкевича «Rabunek bibliotek i muzeów w Polsce» («Ограбление библиотек и музеев в Польше») обратилось к французам с просьбой о пожертвованиях для создания Польской библиотеки.
24 ноября 1838 года был подписан акт о создании Польской библиотеки и 24 марта 1839 года состоялось её торжественное открытие. Был создан Библиотечный совет из восьми членов. Президентом Библиотечного совета был избран Адам Ежи Чарторыйский. Кароль Сенкевич был избран секретарём, библиотекарем и кассиром.
Изначально планировалось разместить книжное собрание в будущем Польском доме, однако из-за нехватки денежных средств строительство этого дома откладывалось и Библиотечный совет решил купить для библиотеки отдельное четырёхэтажное здание на острове Сен-Луи. Библиотека в то время занимала 11 помещений первого этажа здания. Другие квартиры, чтобы погасить кредит за покупку здания, были отданы для жильцов.
Библиотека в первое время своего существования пополнялась в основном за счёт частных собраний, среди которых самыми значительными дарами были книжные коллекции Юлиана Немцевича, Адама Сенкевича и Кароля Княжевича.
В 1845 году Польская библиотека насчитывала 15 тысяч томов. В 1848 году собрание библиотеки насчитывало уже 20 тысяч книг. В 1914 году в библиотеке было около 100 тысяч единиц хранения. В 1945 году собрание Польской библиотеки насчитывало около 145 тысяч единиц хранения, среди которых было около тысячи рукописей, двенадцать тысяч гравюр, 2800 атласов и карт и 20 тысяч копий документов, связанных с польско-французскими отношениями. В собрании также находилась коллекция фотографий, медалей и монет.
C 1903 года в Польской библиотеке действует музей Адама Мицкевича.
В 1989 году книжное собрание Польской библиотеки насчитывало около 220 тысяч единиц хранения, около 5 тысяч польских географических карт и 7 тысяч гравюр, датируемых XVI—XX веками.

## Источник
- Bieńkowska Barbara: Książka na przestrzeni dziejów, Warszawa 2005
- Żukow-Karczewski Marek: Biblioteka przy Quai d’Orleans, «Życie Literackie», 2 IV 1989 r., nr 13 (1932)